# Kaplöwe
Der Kaplöwe (Panthera leo melanochaita; von altgr.: μέλαινᾰ (f.) (melaina) – schwarz, dunkel und ἡ χαίτη (hē chaítē) – die Mähne) ist eine ausgestorbene Varietät oder Unterart des Afrikanischen Löwen.

## Beschreibung
Die Kaplöwen lebten an der Südspitze des afrikanischen Kontinents. Sie waren nicht die einzige Unterart Südafrikas, das genaue Verbreitungsgebiet ist unbekannt. Ihr Hauptverbreitungsgebiet war die Kapprovinz im Gebiet um Kapstadt. Der letzte Kaplöwe in der Provinz wurde 1858 getötet.
Wie beim Berberlöwen behaupten verschiedene Privatpersonen und Institutionen, noch überlebende Löwen zu besitzen. 2000 wurden mögliche Exemplare in Gefangenschaft in Russland gefunden und zur Zucht nach Südafrika gebracht. Eine zuverlässige Unterscheidung von möglichen Kaplöwen und anderen langmähnigen Löwen in Gefangenschaft ist jedoch nicht möglich. Löwen in Gefangenschaft sind heute Nachzuchten von Exemplaren, die vor langer Zeit in Afrika gefangen wurden. Später kam es zur Vermischung der verschiedenen Unterarten.
Frühere Autoren wiesen dem Kaplöwen aufgrund der vermeintlich charakteristischen morphologischen Merkmale den Status einer Unterart zu. Charakteristisch seien die riesige Mähne des Männchens, die sich bis hinter die Schultern erstreckt und den Bauch bedeckt, sowie die auffälligen schwarzen Ohrenspitzen. Der Kaplöwe soll etwa 2,76 Meter groß gewesen sein, und das durchschnittliche Gewicht eines Tieres betrug bis zu 200 kg.
Heute ist aber bekannt, dass verschiedene äußere Faktoren einschließlich der Umgebungstemperatur die Farbe und die Größe der Mähne eines Löwen beeinflussen. Ergebnisse der Untersuchung der DNA, die 2006 veröffentlicht wurden, stützen den Status als Unterart nicht. Es scheint jetzt, dass der Kaplöwe nur die südlichste Population des Transvaal-Löwen (Panthera leo krugeri) war.